# Banda Reflexu's
A Banda Reflexu's é uma banda brasileira de samba-reggae, formada em Salvador na Bahia em 1986. Uma das primeiras bandas de axé a conquistarem espaço no eixo Rio-São Paulo, a Banda Reflexu's tem um trabalho musical voltado à valorização da história e cultura afro-brasileira.
Originalmente, a banda era formada pelos vocalistas Marinêz, Julinho Cavalcanti e Marquinhos, além dos instrumentistas Ronaldo, Waschington, Ubiratan (Bira), Ednilson , Abílio e Wilson Pedro. 
As músicas da Reflexu’s descrevem cenários históricos que caracterizam o racismo na África e no Brasil, denunciando por meio delas, as diversas formas de preconceito.

## História
A Banda Reflexus foi criada em 1986, viveu seu auge nos anos 80 na primeira fase da Axé Music, sendo uma dissidência de uma banda de Samba-Reggae chamada Raízes do Sol, também de Salvador. Foi a primeira banda da Bahia a vender mais 1 milhão de cópias de discos, despontando  para o sucesso fora da Bahia com as canções "Madagascar Olodum", "Canto para o Senegal", "Alfabeto do Negão", "Mariê",  aparecendo em programas de TV como o Cassino do Chacrinha, da Rede Globo. Foi a  primeira a  se apresentar no Canecão, no Rio de Janeiro, projetando no cenário nacional a música baiana, abrindo as portas para futuros artistas baianos.
Os ex-vocalistas Marinêz e Julinho Cavalcante atualmente cantam música gospel.
| Ano  | Álbum                     | Gravadora |
| ---- | ------------------------- | --------- |
| 1987 | Reflexu's da Mãe África   | EMI       |
| 1988 | Serpente Negra            | EMI       |
| 1989 | Kabiêssele                | EMI       |
| 1990 | Bahia de Todos os Sons    | Som Livre |
| 1993 | Atlântida                 | Som Livre |
| 1994 | Meus Momentos (coletânea) | EMI       |